# Satte
Satte (jap. 幸手市, -shi) ist eine Stadt in der Präfektur Saitama auf Honshū, der Hauptinsel von Japan.

## Geschichte
Satte bekam am 1. Oktober 1986 das Stadtrecht.

## Verkehr
- Straße:
  - Nationalstraße 4 nach Tōkyō oder Aomori
- Zug:
  - Tōbu Nikkō-Linie nach Asakusa oder Nikkō

## Weblinks

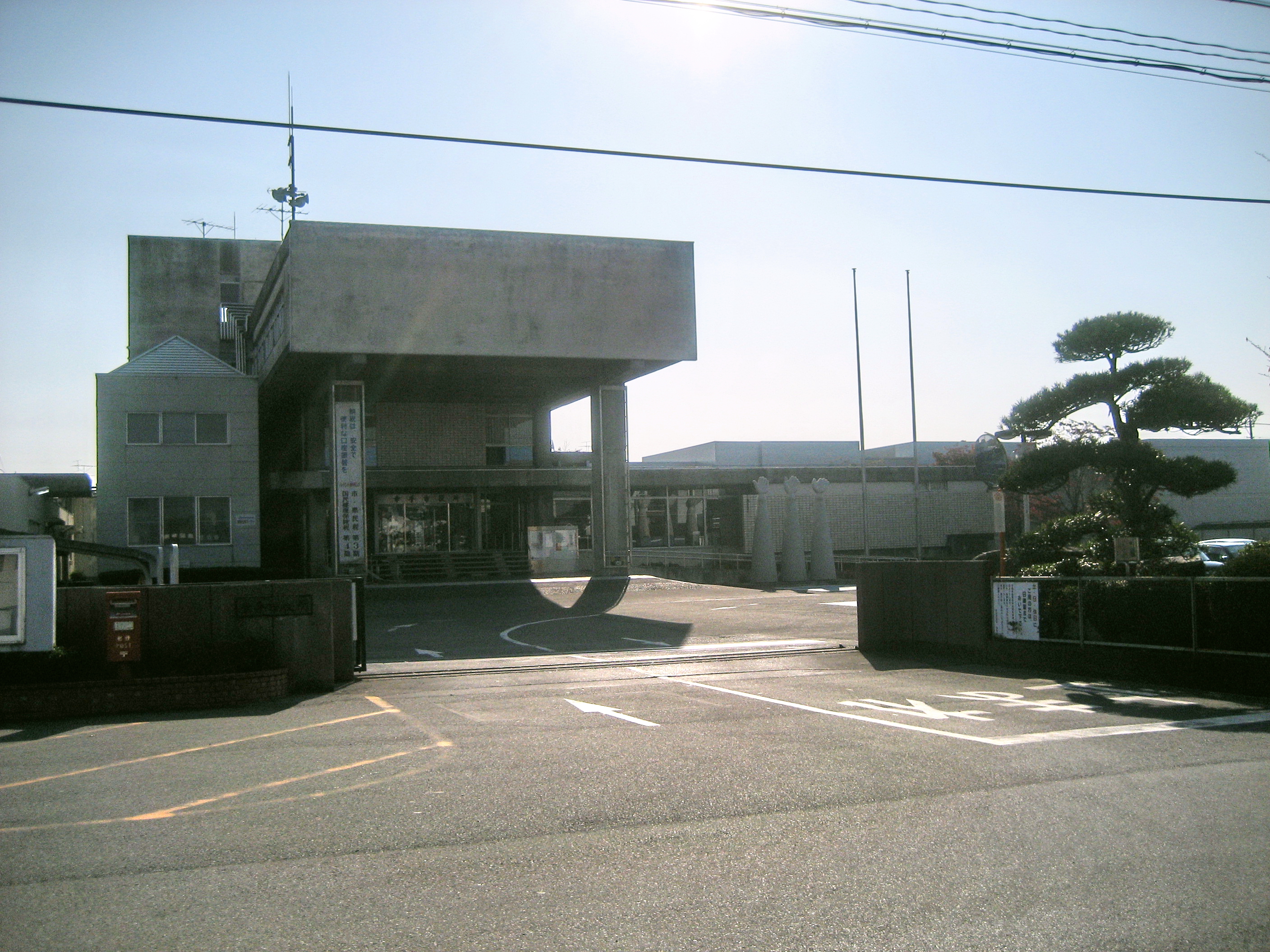
Rathaus von Satte

## Angrenzende Städte und Gemeinden
- Präfektur Saitama
  - Kuki
  - Kurihashi
  - Sugito
  - Washimiya
- Präfektur Chiba
  - Noda
- Präfektur Ibaraki
  - Goka

## Persönlichkeiten
- Shūhei Fukai (* 1993), Fußballspieler